# Filosofia cristã
Filosofia cristã é o conjunto de ideias filosóficas iniciadas pelos seguidores de Jesus Cristo do século II aos dias de hoje.
Esta filosofia surgiu com o intuito de unir ciência e fé, partindo de explicações racionais naturais tendo o auxílio da revelação cristã. Vários pensadores acreditavam que havia uma relação harmoniosa entre a ciência e a fé, outros afirmavam que havia contradição e outros tentavam diferenciá-las. Esta mesma discussão era questionada nos campos da filosofia e da fé. Diversos filósofos relacionavam o pensamento grego com o pensamento cristão.
Há estudiosos que questionam a existência de uma filosofia cristã propriamente dita. Esses afirmam que não há originalidade no pensamento cristão e seus conceitos e ideias são herdadas da filosofia grega. Sendo assim, a filosofia cristã seria resguardadora do pensamento filosófico, que já estaria definitivamente elaborado pela filosofia grega, e defensora da fé.
No entanto, Boehner e Gilson afirmam que a filosofia cristã não é simples repetição da filosofia antiga, embora que devam à ciência grega os conhecimentos elaborados por Platão, Aristóteles e os Neo-platônicos. Chegam a afirmar que na filosofia cristã a cultura grega sobrevive em forma orgânica. Os mestres gregos eram assim os pedagogos dos pensadores cristãos. A filosofia cristã não é um conjunto de escolas inúteis, pois tais preconceitos constituem radicalismos que desejam destruir o pensamento da tradição e reconstruir um edifício totalmente novo, negando o que se construiu no passado.

## Aspectos Históricos da Filosofia cristã
A Filosofia cristã inicia-se por volta do século II.  Ela surge através do movimento da comunidade cristã chamada Patrística, que tinha como principal objetivo a defesa da fé. É provável que a Patrística tenha finalizado por volta do século VIII. Do século XI em diante a filosofia cristã manifestou-se através da Escolástica. Este é o período da filosofia medieval ou da Idade Medieval que estendeu-se até o século XV, como assinala T. Adão Lara.  A partir do século XVI a filosofia cristã, com suas teorias, passa a conviver com teorias científicas e filosóficas independentes.
O desenvolvimento das ideias cristãs representa uma ruptura em relação a filosofia dos gregos, tendo em vista que o ponto de partida da filosofia cristã é a mensagem religiosa cristã. Jesus Cristo não se apresenta como um fundador de  escola, que investiga e propõe seu sistema de ideias e explicação para o Universo a um grupo de iniciados; revela-se como Deus salvador que comunica a verdade em sua plenitude. A actividade missionária dos apóstolos, seguidores de Jesus Cristo, contribuiu para a difusão da mensagem cristã, mesmo que no seu início o cristianismo tenha sido alvo de perseguições.
A partir do império de Constantino I, o Grande o cristianismo torna-se oficialmente reconhecido (ver: Édito de Milão). Este é momento histórico inicial da História Ocidental propriamente dita. A justiça romana, a cultura grega e o cristianismo ascendente imbricados, pode-se dizer até com alguns objectivos éticos comuns, estabelecem novos rumos para o pensamento cristão.
A estrutura da obra de T. Adão Lara nos indica uma importante divisão dos aspectos da filosofia cristã na Idade Média:
I. A filosofia medieval, em gestação: a Patrística (séc. II-VII);
II. A filosofia medieval, no período da constituição e de maior riqueza conceitual: a Escolástica (séc. IX-XIII)
III. A filosofia medieval em processo de mutação e superação: os Pré-modernos (séc. XIV-XV).
Esta estrutura de Lara mostra a caracterização histórico-temática clara e sem preconceitos, o que efectivamente demonstra os aspectos históricos da filosofia cristã na era medieval.
Mas para se falar sobre isso seria preciso sentir Deus na sua vida, pois seria como a filosofia procurava a verdade.

## Características da Filosofia Cristã

### Demonstração natural
Suas proposições necessitam ser demonstradas de forma natural e utiliza-se de reflexões condicionadas pela experiência - com o uso da razão. O ponto de partida filosófica da filosofia cristã é a lógica, não excluindo as doutrinas teológicas cristãs. Embora haja relação entre as doutrinas teológicas e a reflexão filosófica na filosofia cristã, as reflexões desta possui caracterização estritamente racional.

### Justificação das verdades de fé
Não deve haver contrariedade entre a filosofia cristã e as verdades de fé. Em seus argumentos e proposições a filosofia cristã procurar aperfeiçoar-se, embora não gozando de total infalibilidade. Não há aberta oposição à doutrina da igreja, pois a filosofia que assim o fizer não pode ser chamada de filosofia cristã, mas filosofia padrão. A verdade revelada é benéfica porque evita erros em questões essenciais.
Fundamentalmente o ideal filosófico cristão é tornar evidente racionalmente, através da razão natural, as convicções religiosas. A atitude do filósofo cristão é determinada pela fé em questões referentes à cosmologia e o quotidiano. Diferente do filósofo, o filósofo cristão busca condições para a identificação da verdade eterna, sendo caracterizado pela religiosidade.
Há críticas a essa filosofia pelo fato da religião cristã ser hegemônica desta época e centralizar a elaboração de todos os valores. Questiona-se a coexistência de filosofia e religião, pois a filosofia em si é crítica e a religião fundada na revelação e dogmas estabelecidos. Lara acredita que houve questionamento e escritos com características filosóficas no Medievo, embora tendo predominância da religião e da Teologia. Desta forma era estabelecido pelos dogmas, em alguns aspectos, não impediram que houvesse construções filosóficas significativas.

### A tradição
A filosofia cristã desenvolveu-se a partir de filosofias predecessoras. Justino fundamenta-se na filosofia grega, a escolástica em Agostinho e na Patrística. Está na tradição do pensamento filosófico cristão o Judaísmo, de quem foi herdado o Antigo Testamento e mais fundamentalmente a mensagem do Evangelho, que constitui o centro da mensagem defendida pelo cristianismo.
A concepção cristã européia em seu início, a Patrísitica, recebe influência tanto dos Judeus quanto dos Árabes. Esta Europa Cristã não permaneceu enclausurada em si mesma, mas sofreu fortes influências de outras culturas.

### Elucidação da fé
Clarificar a fé é um dos principais problemas investigados pela filosofia cristã.
Os problemas de base são: Imortalidade da alma, liberdade;
Os problemas imprescindíveis: questões lógicas e epistemológicas e divisão das ciências; Os não essenciais: a filosofia da natureza.

### Visão sistematizadora
Existe a tentativa de sistematizar de forma ampla e total os problemas da realidade num todo harmónico. Há carência de espírito criativo, o que é compensado com a visão de conjunto. A própria revelação proporciona ao cristão uma visão geral.

### A Sagrada Escritura
O cristianismo surge como religião fundamentada em fatos históricos que envolvem Jesus de Nazaré e um pequeno grupo de galileus. Coube a estes o anúncio do aparecimento do Messias esperado pelos profetas do Antigo Testamento.
A filosofia procura interpretar racionalmente os fenómenos do mundo. Como religião, houve necessidade do cristianismo defrontar-se com a filosofia helénica por causa da posição religiosa dos gregos.  As especulações gregas são questionadas tanto como fundamento da verdade absoluta dada pela revelação e a cura pela fé e pela Graça.

## Filósofos cristãos

### Idade Antiga
- Ireneu de Lyon
- Justino Mártir
- Clemente de Alexandria
- Tertuliano
- Orígenes
- Atanásio de Alexandria
- Basílio de Cesareia
- Gregório de Nazianzo
- Gregório de Níssa
- Santo Ambrósio

### Idade Medieval
- Santo Agostinho
- Pseudo-Dionísio
- Boécio
- Santo Isidoro de Sevilha
- João Escoto Erígena
- Pedro Abelardo
- Santo Anselmo de Cantuária
- Pedro Lombardo
- Santo Alberto Magno
- Santo Tomás de Aquino
- Duns Scot
- Guilherme de Ockham

### Renascença e início da Idade Moderna
- Nicolau de Cusa
- Marsílio Ficino
- Erasmo de Roterdão
- Giordano Bruno
- Martinho Lutero
- Ulrico Zuínglio
- Tomás Caetano
- João Calvino
- São Roberto Belarmino
- Hugo Grócio
- Luis de Molina
- Francisco Suárez

### Modernidade e Idade Contemporânea
- René Descartes
- Blaise Pascal
- Joseph Butler
- Francis Hutcheson
- Gaetano Sanseverino
- Søren Kierkegaard
- Mary Baker Eddy
- Zeferino González y Díaz-Tuñón
- Jacques Maritain
- Étienne Gilson
- Paul Tillich
- Karl Barth
- Gabriel Marcel
- Santa Edith Stein
- Cornelius Van Til
- Bernard Lonergan
- Emmanuel Mounier
- K. E. Løgstrup
- Mário Ferreira dos Santos
- Cornelio Fabro
- Stanislavs Ladusãns
- Jacques Ellul
- Papa João Paulo II
- Alvin Plantinga
- Ravi Zacharias
- William Lane Craig

- Simone Weil